# Merlach (Szwajcaria)
Merlach (fr. Meyriez, frp. Mèri) – gmina (fr. commune; niem. Gemeinde) w Szwajcarii, w kantonie Fryburg, w okręgu Lac. Leży nad jeziorem Murtensee.

## Demografia
W Merlach mieszka 590 osób. W 2020 roku 9,5% populacji gminy stanowiły osoby urodzone poza Szwajcarią.